# Киселёв, Александр Николаевич (священник)
Алекса́ндр Никола́евич Киселёв (7 октября 1909, имение Каменка, Осташковский уезд, Тверская губерния — 2 октября 2001, Москва) — православный священник, в разное время был клириком ЭАПЦ, Северо-Американской митрополии, РПЦЗ; протопресвитер. Известен своим служением при храме Русской освободительной армии (РОА). В отроческие годы Патриарха Московского Алексия II — один из духовных наставников последнего.

## Детство и юность
В 1918 ребёнком был вывезен в Эстонию (его отец родился в городе Дерпте (Тарту), так что в условиях революции он получил возможность выехать в эту страну).

Учился в гимназии, принимал участие в работе скаутской организации, затем стал активным деятелем Русского студенческого христианского движения (РСХД). Позднее вспоминал, что 

встретил в Движении людей, полных знания проверенного на вековом опыте Православия, людей, глубоко знающих нашу русскую культуру, людей жертвенных, отдающих свои силы на то, чтобы наша молодежь осознавала себя не на словах, а на деле, на своем жертвенном жизненном опыте, в чем заключается подлинная жизнь в Православии. Не видимость, не внешность, а внутренняя сущность его, проросшая в нас как Слово, дело и помышление.

## Священник в Эстонии
Окончил Рижскую духовную семинарию, был рукоположён в диаконы, затем во иерея митрополитом Александром (Паулусом), первоиерархом ЭАПЦ.
В 1933—1938 был настоятелем Нарвской крепостной церкви Успения Божией Матери. С 1934, одновременно, был редактором апологетического листка «Миссионерские Заметки». С 1935 также был представителем при церковной организации РСХД в Эстонии, участвовал в работе съезда движения во Франции. В 1935—1940 — ответственный редактор и издатель религиозно-культурной газеты РСХД «Путь жизни» (город Петсери (Печоры), Эстония) (1935—1940). С 1936 — председатель миссионерского общества «Православный Миссионер», организовывал паломничества на Валаам.
С 1938 — настоятель Коппельской Николаевской церкви в Таллине. В это время диаконом в Николаевской церкви был Михаил Ридигер, а его сын Алексей (будущий Патриарх Алексий II) прислуживал в алтаре храма. С 1939, одновременно, о. Александр был товарищем председателя церковной организации «Общество содействия дошкольному воспитанию».

## Служение в Германии
После ликвидации независимости Эстонии уехал в Германию вместе с прибалтийскими немцами (видимо, это спасло его от ареста, которому подверглись активные члены РСХД — некоторые из них погибли в тюрьмах НКВД). Служил в соборе св. Владимира в Берлине, настоятелем которого был архимандрит Иоанн (Шаховской), будущий архиепископ. После начала Великой Отечественной войны занимался пастырской деятельностью в лагерях для советских военнопленных, распространял среди узников православную литературу, организовал помощь вещами и продуктами. Позднее вспоминал: 

Сколько заботы и любви вкладывали прихожане в помощь этим несчастным. Собирали старую одежду — стирали, перешивали. Особенно трудно было с едой, ибо её было очень мало у всех. Покупать на чёрном рынке из-за высокой цены было невозможно. Выручал чеснок — немцы его не любят. Сытому трудно понять, но в те времена ломоть хлеба, головка чеснока спасали подчас человеку жизнь.

В феврале — августе 1942 года временно исполнял обязанности настоятеля Свято-Николаевского прихода в Брюсселе. С августа 1942 — и. д. ключаря кафедрального Воскресенского собора города Берлина. С мая 1944 вновь служил в храме святого Владимира в Берлине. Принял активное участие в организации Русской освободительной армии генерала А. А. Власова, был вице-президентом Общества «Народная Помощь» при КОНР (Комитет освобождения народов России; председателем КОНР был А. А. Власов) для оказания социальной помощи семьям чинов РОА. Руководил духовенством Вооружённых сил КОНР («власовцев»). 18 ноября 1944 выступил на собрании сторонников Власова в Берлине, посвящённом обнародованию Манифеста КОНР, в частности, заявив: 

Вы, глубокочтимый генерал Андрей Андреевич, вы, члены Комитета спасения народов России и мы все, рядовые работники своего великого и многострадального народа, станем единодушно и смело на святое дело спасения Отчизны.

Был близок к Власову, спустя много лет после окончания войны написал воспоминания о нём под названием «Облик генерала А. А. Власова». В одном из интервью незадолго до кончины назвал Власова «достойнейшим русским человеком-патриотом». Считал, что

во время Второй мировой войны власовское движение было естественным продолжением борьбы русского народа с большевиками, продолжением дела Деникина, Врангеля. Генерал Власов искал союзников и среди немцев-патриотов, погибших после покушения на Гитлера, и у англичан и американцев. Но Западу тогда выгоднее было иметь дело с генералиссимусом Сталиным, чем с генералом Власовым.
Вместе с тем, свидетельствовал своему окружению, что Власов не вёл церковной жизни православного христианина: не исповедовался и не причащался, отрицал, что был духовником Власова.
В 1945 году служил в походной церкви при первой офицерской школе (Русской освободительной армии) в Мюнзингене (Бавария). После окончания войны избежал выдачи в СССР как «старый эмигрант», жил в Мюнхене, где организовал Дом «Милосердный Самарянин», в котором, кроме домового храма во имя преподобного Серафима Саровского, действовали гимназия, медицинская лаборатория, школа сестер милосердия, издательство, отдел социальной помощи и т. п. В Доме работали молодёжные православные кружки, читались лекции на различные темы из области православной культуры. С 1946 — протоиерей. В 1948 году отказался от назначения в Касабланку, несмотря на уже оформленную марокканскую визу.

## Жизнь в США
В 1949 году переехал в США, был секретарём епископа Иоанна (Шаховского), организовал РСХД в Нью-Йорке. В этот период находился в юрисдикции Американской митрополии.
С 1949 года — настоятель Свято-Троицкой Асторийской церкви в Нью-Йорке. В 1950 года основал Свято-Серафимовский фонд, занимавшийся собиранием и сохранением русского культурного наследия. С 1951 года — основатель и настоятель храма в Нью-Йорке на западной стороне Манхеттена.
В 1970 году перешёл в юрисдикцию Русской православной церкви заграницей (РПЦЗ), где был возведён в сан протопресвитера.
С 1978 года был председателем Комиссии РПЦЗ по проведению празднования 1000-летия крещения Руси.
В 1978 году основал и возглавил журнал «Русское возрождение».
Был секретарём предстоятеля РПЦЗ митрополита Виталия (Устинова).
По словам его внука Петра Холодного, в 1980-е его нью-йоркский дом был «местом тайных встреч» иерархов РПЦЗ и Московского Патриархата.
Во время своей жизни в США встретился с Преосвященным Алексием (Ридигером), будущим Патриархом, который позднее вспоминал об этой встрече:

С отцом Александром я был знаком с юных лет, когда мальчиком помогал ему на богослужениях. Потом судьба его сложилась непросто. В конце войны он уехал из Эстонии. Ни я, ни мои родители ничего о нём не слышали. И вот однажды, когда, будучи уже архиереем, я оказался в служебной поездке в Америке, мне в гостиницу вдруг позвонил отец Александр и пригласил к себе в церковь. Встреча была очень трогательной. Обнялись, расцеловались… На какое-то время онемели. А потом погрузились в щемящие для каждого общие воспоминания: я — о детстве, он — о родине. С тех пор общение не прерывали.

## Возвращение в Россию
В 1991 году вместе с женой вернулся в Россию.
Выступил за вхождение РПЦЗ в юрисдикцию Московского Патриархата; вступил, по свидетельству некоторых, в евхаристическое общение с Патриархом Алексием II, ввиду чего был запрещён в священнослужении митрополитом Виталием — окончательно (вторично) 9 декабря 1991 года, согласно Киселёву, за отказ обещать не принимать благословения от Патриарха Алексия II.
Жил в Москве, в Донском монастыре, служил в храмах Московского Патриархата, основал кружок имени преподобного Серафима Саровского. С 1994 года по благословению Патриарха Алексия II журнал «Русское возрождение» стал печататься и в России.
В 1998 году передал в дар храму святой мученицы Татианы Московского государственного университета иконостас, ранее находившийся в домовой эмигрантской церкви в Нью-Йорке. В 1999 году Патриарх Алексий II наградил его орденом святителя Иннокентия II степени. Был последним человеком, который обращался к Патриарху Алексию II на ты.
Скончался в ранние часы 3 октября 2001 года; «во второй половине дня Его Святейшество совершил панихиду в Малом соборе в честь Донской иконы Божией Матери в Донском мужском монастыре, в Москве, по новопреставленном протопресвитере Александре Киселёве, клирике Православной Церкви в Америке, проживавшем на покое при обители», отметив в своём слове, что «на протяжении всего жизненного пути отец Александр был истинным пастырем, пастырем Церкви Христовой».
Отпевание 4-го октября совершил епископ Орехово-Зуевский Алексий в присутствии епископа Архангельского и Холмогорского Тихона и в сослужении около 40 священников со всей Москвы.
Протопресвитер Александр Киселёв и его супруга похоронены в Донском монастыре.

## Семья
- Отец — Николай Александрович, государственный служащий.
- Мать — Анастасия Владимировна, урождённая княжна Шаховская.
- Сестра — Наталия.
- Жена — Каллиста Ивановна, урождённая Кельдер (1911 — 29 мая 1997). Родилась в семье врача, училась на медицинском факультете Тартуского университета, познакомилась с будущим супругом на съезде Русского студенческого христианского движения. После замужества принимала активное участие во всех церковных начинаниях о. Александра.
- Сын —  Алексей Киселёв, бригадный генерал десанта США, кавалер ордена Серебряная Звезда.[источник не указан 3160 дней]
- Внук — Пётр Холодный (р. 1964) — протоиерей, бывший казначей Архиерейского Синода Русской православной церкви заграницей. Одновременно занимается менеджерской деятельностью в крупных компаниях, в том числе в 2001—2004 был генеральным директором холдинга «Норимет» — эксклюзивного дистрибьютора ОАО «Норильский никель» на международных рынках.

## Труды
статьи
- По поводу Автокефалии Американской Церкви // Вестник Русского Студенческого Христианского Движения. — Париж. — 1970. — № 97
- Возобновление Вестника в 1948 г. // «Вестник Русского Христианского Движения». — Париж. — Нью-Йорк. — 1971. — № 100. — С. 8-10
- О русском возрождении (Предстоящее Тысячелетие Крещения Руси. Журнал «Русское Возрождение». Съезды православной русской общественности) // «Русское Возрождение». — 1979. — № 5. — С. 50-60
- Открытое письмо Н. С. Гордиенко, автору книги «Крещение Руси: факты против легенд и мифов» (Лениздат, 1984) // «Православная Русь». — 1985. — № 21 (1306). — С. 7-10
- Слово протопресвитера Александра Киселёва, сказанное на отпевании митрополита Филарета // Православная Русь. — 1985. — № 22. — С. 5-6
- Не пора ли одуматься? (О происходящем у нас в Русской Православной Церкви) // «Московский церковный вестник». — 1991. — № 13 (581). — С. 13
- Письмо Е. В. П. митрополиту Виталию, Первоиерарху Русской Православной Церкви Заграницей, от протопресвитера о. Александра Киселёва // «Русское Возрождение». Независимый русский православный национальный орган. — 1991. — № 55-56. — С. 8-14
  - Письмо митрополиту Виталию, первоиерарху Русской Православной Церкви за границей, от протопресвитера о. Александра Киселёва // «Москва». — 1992. — № 7/8. — С. 182—184.
- Ответ отца Александра Киселёва (Нью-Йорк) отцу Льву Лебедеву (Москва) по вопросу церковного раскола, учиненного в Русской Патриаршей Церкви // «Русское Возрождение». Независимый русский православный национальный орган. Нью-Йорк-Москва-Париж. — 1993. — № 60/61. — С. 94-96
- О призвании на пастырское служение // Вестник пастырского семинара. М., 1996. № 1 (ВПС). 16-17.
- Воспоминания из пастырской практики // Вестник пастырского семинара. М., 1996. № 1 (ВПС). 46-47.
- Воспоминания [о митрополите Сергии (Воскресенском)] // Журнал Московской Патриархии. М., 2001. № 9. стр. 58.

книги
- Чудотворные иконы Божией Матери в русской истории. Нью-Йорк, 1976; М., 2000.
- Облик генерала А. А. Власова. Нью-Йорк, 1978.— 206 с.
- «… Память их в род и род». Что надо знать, сохранить, донести. Нью-Йорк, 1981. — 108 с. (Репринт — М., Советская Россия, 1990)
- Пути России. Нью-Йорк, 1990. — 186 с.